# Cheick Doucouré
Cheick Oumar Doucouré (ur. 8 stycznia 2000 w Bamako) – malijski piłkarz, występujący na pozycji pomocnika w angielskim klubie Crystal Palace oraz w reprezentacji Mali. Wychowanek JMG Academy.